# Dekzeil

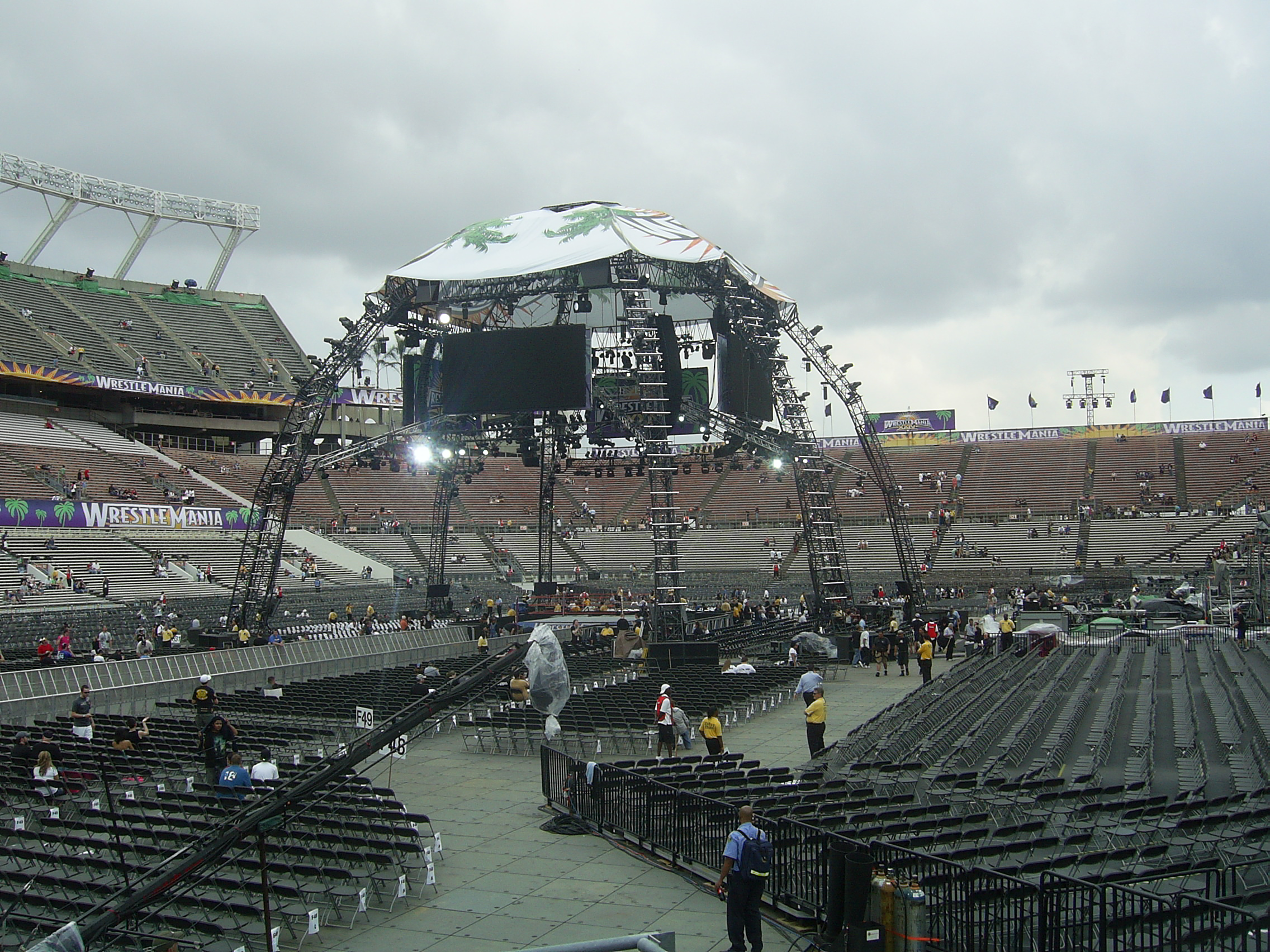
Dekzeil boven elektronica.

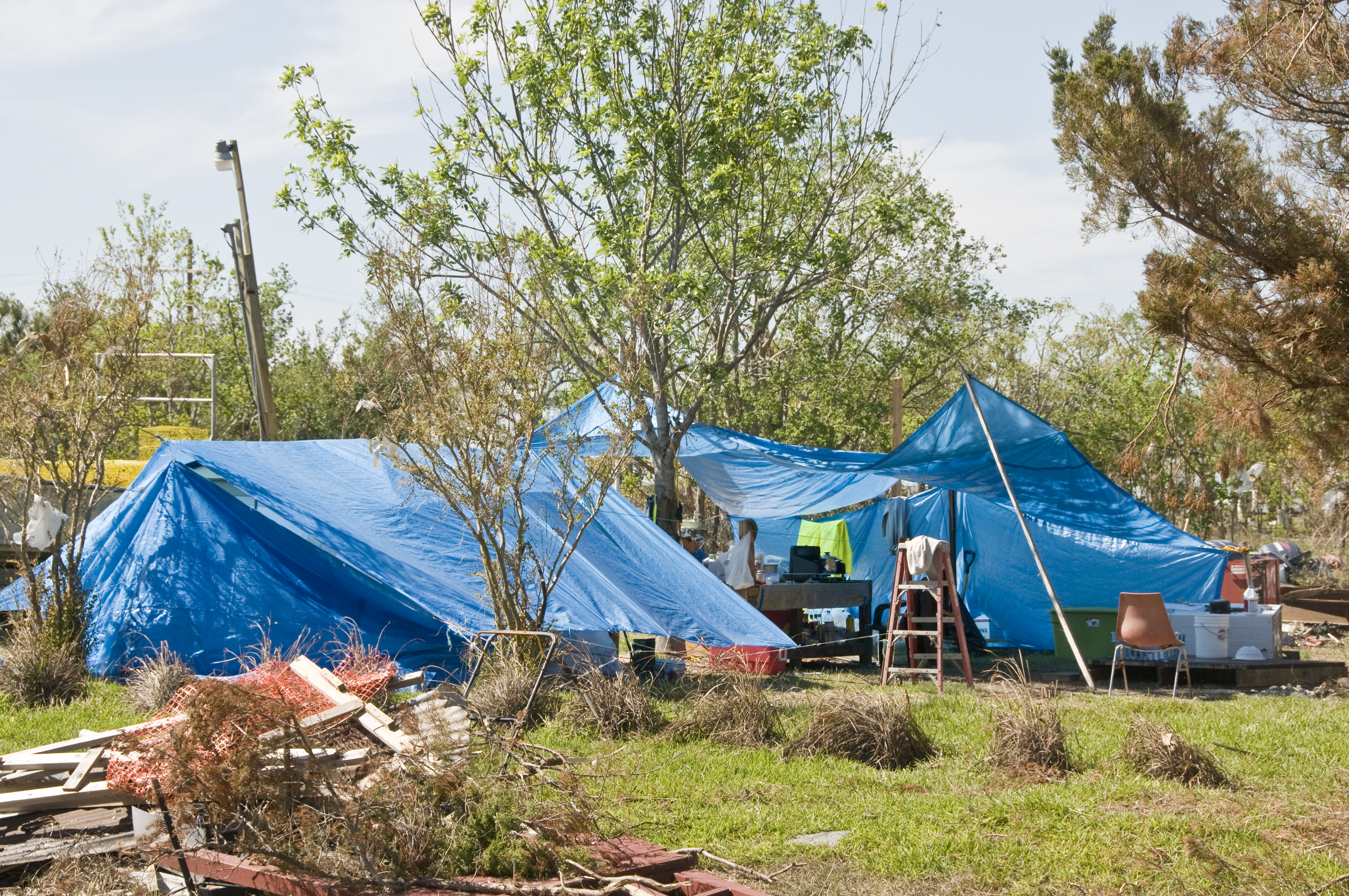
tarps

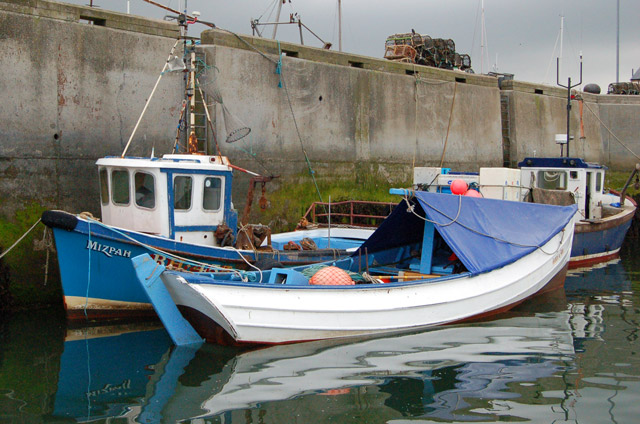
Het oorspronkelijke gebruik van een tarp, op een schip als alternatief voor een vaste kajuit.

Een dekzeil, dekkleed, schaduwdoek of tarp is een zeil dat gebruikt wordt om goederen af te dekken, zodat deze niet vervuild raken als men bijvoorbeeld gaat schilderen, om schaduw te maken en/ of een plaats te beschutten tegen regen en wind.
Een tarp kan een alternatief zijn voor een parasol. Het is een populair kampeerartikel. De naam is afgeleid van tarpaulin; dat weer komt van de Engelse term 'tar palling', oftewel een geteerd dekzeil dat over schepen werd gespannen. Ook worden goederen afgedekt om deze van weer en wind af te schermen. Dit is mogelijk doordat het dekzeil waterafstotend is. In een dekzeil zitten meestal zeilringen. Deze zeilringen zijn bedoeld om het dekzeil ergens aan te bevestigen, zodat het dekzeil op zijn plaats blijft zitten. Er bestaan dekzeilen in verschillende kleuren en maten, zodat het ook grotere dingen kan afdekken zoals boten of auto's. Het materiaal bepaalt echter de kleur.
Dit zijn de soorten dekzeilen die er bestaan:
- Pvc/polyester - zware kwaliteit
- Katoen/polyester - lichte kwaliteit
- Nylon

## Geschiedenis
Tijdens de Tweede Wereldoorlog werd het gebruik van hennep voor de productie van dekzeilen weer even in ere hersteld. De goedkope en stevige vezel was zeer welkom in de oorlogsindustrie. Canvas was uitermate geschikt voor het ruwe soldatenleven en diende als materiaal voor uniformen, dekzeil, tentdoek. Bovendien kwam de invoer van katoen, sisal en jute uit de toenmalige koloniën nagenoeg stil te liggen. Toen de wereldwijde hennephandel door de Japanse veroveringen in Azië dreigde in te storten, werden opeens Amerikaanse boeren via een propagandacampagne aangespoord tot het verbouwen van hennep. Na de oorlog werd de teelt echter meteen weer verboden. In Europa werd hennep, zodra de wereldmarkt weer toegankelijk werd, opnieuw door andere vooral goedkope vezels (zoals katoen) verdrongen. De verdere opmars van synthetische stoffen na 1945 maakte de ondergang van hennep compleet.

## Benamingen
Het woord tarpaulin is ontstaan als een samenvoeging van de woorden “tar” en “palling”. Het woord “tar” staat voor het Nederlandse woord “teer”, het woord “pall” staat voor kleed. Deze kleden, bedekt met teer, werden in het verleden gebruikt op schepen om objecten te bedekken. Midden 19e eeuw noemde men deze kleden “paulin”.
Het  woord “hoochie”, wanneer het gebruikt wordt als synoniem voor tarpaulin, is ontstaan uit het Japanse woord “uchi”, dat huis betekent. Hutten in allerlei delen van Azië worden “uchi”, of een soortgelijk woord, genoemd. Tijdens de oorlogen in Korea en Vietnam namen Engelstalige soldaten dit begrip over, en noemde zo hun geïmproviseerde schuilplaatsen welke vaak uit niet veel meer dan een tarp bestonden.
In de Britse taal wordt het woord normaal gezien uitgesproken als “TAR-paul-in”. Amerikanen spreken dit uit als “TAR-pole-in”.  In de volksmond wordt dit ook wel uitgesproken als “tar-POLE-ee-in”.
Het woord “Basha” is een Maleis woord, dat “hut” of “schuilplaats” betekent. In de jaren 50 werd dit woord geïntroduceerd in het Britse leger door veteranen van de Maleise Campagne, waaronder de “Malayan Scouts”. Deze eenheid groeide uiteindelijk uit tot de “22nd Special Air Service Regiment”, ofwel SAS.

## Bevestiging
Een tarp kan worden opgespannen aan bomen of tarpstokken. Ook wordt hij wel bevestigd aan een tent, caravan of camper, zodat hij dient als luifel. Tarpstokken kunnen in hoogte verstelbaar zijn. Voor het bevestigen van touwen aan de tarp wordt gebruikgemaakt van tarpclips, zeilringen of zeilogen.
Om ervoor te zorgen dat men droog verblijft onder de tarp, dient de tarp correct te worden opgezet. Dit houdt in dat de tarp met de opening uit de wind moet staan. Ook moet het doek strak opgespannen worden, om te voorkomen dat zich kleine waterplasjes op het doek verzamelen. Deze kunnen namelijk langzaam maar zeker het water door het doek drukken door onder andere de stikgaatjes in het doek. Deze stikgaatjes zijn normaal gesproken altijd door de fabrikant afgetapet. Het is echter altijd mogelijk dat hier, zeker bij hevige regen (in combinatie met storm), een geringe hoeveelheid water doorheen komt.
Bij harde wind wordt aangeraden een tarp in diamantvorm te gebruiken. Deze is gestroomlijnd, waardoor de wind makkelijker langs de tarp waait dan wanneer een tarp in vierkant- of rechthoekvorm wordt gebruikt. Bij gebruik van een vierkante of rechthoekige tarp tijdens een storm, is het van belang de tarp zo laag mogelijk op te spannen om te voorkomen dat de tarp te veel wind vangt en wordt beschadigd. 
Wanneer een tarp in combinatie met een hangmat wordt gebruikt, is het van belang dat de lengte van de tarp groter is dan de lengte van het slaapgedeelte van de hangmat. Hierdoor wordt voorkomen dat de hangmat bij een regenbui vol loopt met water. Ook is het aan te raden om het touw, waarmee de hangmat aan bijvoorbeeld een boom wordt bevestigd, te onderbreken met een schakel, bijvoorbeeld een musketonhaak. Door zo'n tussenschakel wordt voorkomen dat water via het touw in de hangmat sijpelt.